# 女鬼橋2：怨鬼樓
《女鬼橋2：怨鬼樓》（英語：The Bridge Curse: Ritual）是於2023年上映的臺灣懸疑驚悚電影，改編自台北文化大學的「大仁館」靈異故事，為2020年電影《女鬼橋》續作。電影由奚岳隆導演，林哲熹、王渝萱、施柏宇、胡釋安、王品澔、席惟倫、詹子萱領銜主演。
2023年10月7日入選於高雄電影節開幕片放映。2023年10月14日入選於西班牙錫切斯奇幻影展放映。

## 劇情
傳說中，文華大學位於陰陽交界之地，當年設計師將建築物設計成鎮煞用的「逆八卦」陣形，名為「大忍館」，希望能用這個鎮煞陣形來困住孤魂野鬼。校園怪談陸續傳出且繪聲繪影：不只有人搭電梯卻誤闖陰間、還有人撞見在教室跳舞的女鬼、更有許多學生在晚上聽到幽幽的歌聲…。
就讀文華大學的連裕婷（王渝萱飾演），自從三年前哥哥在校園發生意外後昏迷不醒，裕婷一直想完成哥哥用畢生心血設計的AR遊戲。然而，當她與同學們在進入最後實測階段時，眾人卻開始發生離奇詭譎的靈異事件，而裕婷也在無意間發現哥哥昏迷不醒的原因…。

## 演員
| 演员   | 角色   | 人物簡介 |
| ------ | ------ | --- |
| 林哲熹 | 季得全 | 天隆保全警衛 2016年殺死趙芯喬成為女鬼橋女鬼的載體 陷入每四年要受女鬼指使殺死5人的輪迴 想死也死不了 直到有人能殺了他成為新載體或 消滅女鬼才能解脫                           |
| 王渝萱 | 連裕婷 | 連凱的妹妹，為了完成哥哥沒做完的遊戲 於測試遊戲時發覺哥哥遲遲醒不過來的原因是魂魄被困在反八卦的樓內 為了解救困在遊戲裡哥哥的魂魄，挺而走險向警衛求助嘗試從怨鬼樓中救出哥哥 |
| 施柏宇 | 連凱   | 連裕婷的哥哥，女鬼橋2:怨鬼樓遊戲開發者，為了保護受到家暴而誤殺父親的親妹妹 要妹妹當作是哥哥殺的                                                                            |
| 胡釋安 | 馬健偉 | 連裕婷的前男友 |
| 張寗   | 趙芯喬 | 第一集女鬼橋女鬼的載體 季德全的前女友 後來被改名季文得的季德全所殺 載體換成季德全                                                                                          |
| 嚴正嵐 | 孟柏汝 | 第一集2016年死於女鬼橋的學生 季德全的女友 被身為女鬼載體的趙芯喬所殺 |
| 孟耿如 | 連舒宇 | 記者 本作主角連家兄妹的堂姐 第一集結尾因為得知真相被化身女鬼載體的季文得所殺                                                                                               |
| 王肇緯 | 嚴書文 | 嚴書文對校長千金徐幼儀一見鍾情。是大忍館的建築設計師，當初設計該大樓，不明原因將大樓改為逆八卦。在大樓內殺害情人徐幼儀後自盡，計畫讓自己成為鬼王再和死去的徐幼儀合而一。   |

## 發行
海外版權部分，還未上映就有全世界41個國家買斷戲院版權，包括亞洲11個國家（韓國、泰國、尼泊爾、越南、印尼、馬來西亞、新加坡等）、中東地區（18國）、波羅的海3國以及俄羅斯獨立國家國協 CIS 的9個國家等，是2007年以來國片海外預售電影院版權最佳紀錄。

### 票房
上映首週週末三天票房1,300萬。最終票房4212萬元

## 獎項紀錄
| 典禮             | 獎項         | 入圍者                         | 結果 | 參考 |
| ---------------- | ------------ | ------------------------------ | ---- | ---- |
| 第60屆金馬獎     | 最佳視覺效果 | 林奇鋒、林妍伶、劉家萱、李志緯 | 提名 |      |
| 第60屆金馬獎     | 最佳動作設計 | 吳俊希                         | 提名 |      |
| 第26屆台北電影獎 | 最佳視覺效果 | 林奇鋒、林妍伶、劉家萱、李志緯 | 提名 |      |

## 改編作品

### 遊戲
手遊《女鬼橋2：怨鬼樓 Mobile》將出現在電影中的AR手機遊戲，透過LBS (Location-Based Service，行動定位服務) 技術實體化；遊戲除延續電影世界觀，更加入多所大學的校園傳說。手遊開發發行公司為 台灣獨立遊戲團隊 Toii Games（踢歐哎哎實驗室）。
電影另全新改編《女鬼橋二 釋魂路》第一人稱隱蔽類恐怖遊戲，則是《女鬼橋 開魂路》續作遊戲，開發發行公司為大宇資訊。

## 資料來源
1. ↑  
.   [2023-10-27]. （原始内容存档于2023-10-27）.
2. ↑  
.   [2023-10-27]. （原始内容存档于2023-10-27）.
3. ↑  
女鬼橋2：怨鬼樓 The Bridge Curse: Ritual （页面存档备份，存于） 台灣電影網
4. ↑  
.   [2023-10-27]. （原始内容存档于2023-10-29）.
5. ↑  
《女鬼橋2》太強大！看完嚇到鬼壓床「恐怖畫面縈繞」3天衝1300萬奪冠 （页面存档备份，存于） 2023年10月17日 三立
6. ↑  全國電影票房統計資訊 Box Office Taiwan 女鬼橋2：怨鬼樓 國家電影及視聽文化中心
7. ↑  
.   [2023-10-27]. （原始内容存档于2023-10-27）.

## 外部連結
- 女鬼橋2：怨鬼樓的Facebook專頁
- 互联网电影数据库（IMDb）上《女鬼橋2：怨鬼樓》的资料（英文）
- 台灣電影網上《女鬼橋2：怨鬼樓》的資料（繁體中文）
- 《女鬼橋2：怨鬼樓 Mobile》iOS版手遊 （页面存档备份，存于）、Android版手遊 （页面存档备份，存于）
- 《女鬼橋二 釋魂路》 Steam版遊戲 （页面存档备份，存于）